# Сан-Джорджо-Пьячентино
Сан-Джо́рджо-Пьяченти́но (итал. San Giorgio Piacentino, эмил.-ром. San Zòorz) — коммуна в Италии, в регионе Эмилия-Романья, подчиняется административному центру Пьяченца.
Население составляет 5236 человек, плотность населения — 107 чел./км². Занимает площадь 49 км². Почтовый индекс — 29019. Телефонный код — 0523.
Покровителем населённого пункта считается Святой Георгий. Праздник ежегодно отмечается 23 апреля.